# Hänseln
Das Hänseln war ursprünglich ein Initiationsritus und leitet sich von „in die Hanse-Gemeinschaft aufnehmen“ ab. Nach der Auflösung der Hanse bedeutete es umgangssprachlich bis heute, jemanden aufzuziehen oder zu verspotten.
Der Ritus gehört zu einer Zeremonie, die sich allen Zeitanpassungen zum Trotz erhalten hat, freilich nicht in der frühzeitlichen Form mit Schifferstechen und blutigen Menschenopfern, nicht in jenen der Hansezeit, sondern – zivilisierteren Bräuchen gemäß – als derbfreundlicher Spaß, umstilisiert zur Gaudi, heute Linientaufe oder Äquatortaufe genannt.
Das Wort geht auf hansa, hanse, zurück, das zunächst Schar, Menge bedeutete und als Hanse in der Bedeutung Handelsgesellschaft, Handelsbündnis geläufig ist.

## Näheres
Hänseln bedeutete, in eine solche Gesellschaft, später allgemein in eine geschlossene Gemeinschaft, aufgenommen zu werden. Die Aufnahme und damit die Gewährung der Rechte des Bundes setzten zweierlei voraus: zum einen die Entrichtung eines bestimmten Geldbetrages, der Hänse oder  Hense, zum anderen das Bestehen harter Mutproben. Beides, das Bezahlen und das Geprüftwerden, hieß vormals niederdeutsch hänsen oder hensen, später hansen, hanseln und hinseln. Schließlich verbreitete sich das niederdeutsche hänseln auch im Hochdeutschen.
Die Mutproben haben ihren Ursprung in den Bräuchen der Völker des Altertums, als man in kultischen Festen die herangewachsenen jungen Männer weihte oder taufte und in den Männerbund aufnahm, wenn sie Kraft, Unerschrockenheit und Härte bewiesen hatten und so die Gewähr boten, die Interessen ihres Stammes oder Volkes wahren zu können.
Im deutschen Sprachgebiet kam das Hänseln in den Auslandskontoren der Deutschen Hanse zu besonderer Blüte. Über eines der vier handelspolitischen Zentren der Hanse im Ausland, das auch wegen seiner drastischen Hänsel-Praktiken berüchtigte Hauptcomptoir in Bergen – die Tyske Brygge, um 1350 mit etwa dreitausend jungen Kaufleuten, Schiffern und Handwerkern besetzt – schreibt man:
Sich mit den Bergischen in schwerem Streit zu messen, galt als gottgefälliges Tun, und handgreiflichster Scherz war angenehme Abwechslung im einförmigen Leben ... Keiner durfte ein fremdes Weib auf die Brücke bringen, damit nicht Bundessachen durch Frauenmund offenbar würden, und kein Kaufgesell durfte binnen zehn Jahren heiraten.
Unter rohen Männerbräuchen litten vor allem die Nykamer, die Neulinge: Man rasierte sie mit großen Messern, ließ sie riesige Pillen schlucken, den Hansebecher mit übler Flüssigkeit leeren, hängte sie in einem Sack über das Feuer in den Rauch, warf sie in einen Sumpf und badete sie in eisigem Wasser. Sie mussten Prüfungen über sich ergehen lassen, bei denen ihnen oft der Hals und Rücken knackte, auch Nase und Mund blutete, was sie alles klaglos erdulden mussten.
Brauch und Name verbreiteten und erhielten sich bis in die neuere Zeit, wenn auch die Standhaftigkeitsbeweise zugunsten der Befriedigung materieller Ambitionen der Gemeinschaft immer mehr in den Hintergrund traten. Noch im 19. Jahrhundert mussten Neulinge der verschiedensten Herkunft, Knechte, Bauern und Handwerker und viele andere hänseln, indem sie Trinkgelage bezahlten oder zumindest einige Runden Bier für die alten Hasen/Hansen ausgeben. Wer sich nicht auf diese Weise in die Gesellschaft einkaufte, hatte mit Missachtung und derbem Schabernack zu rechnen: He hett noch nich hänselt. In dieser Zeit erhielt das Wort auch die Bedeutung necken, foppen. Heute ist der ursprüngliche Wortsinn von hänseln nahezu vergessen, dagegen ist die Sitte, seinen Einstand zu geben, noch weit verbreitet.
Den Brauch, jungen Leuten und Neulingen Zeugnisse ihres Mutes und ihrer Standhaftigkeit abzuverlangen, gab es natürlich auch an Bord, darüber gibt es viele Berichte. Man betrieb ihn zwar in anderer Weise, aber als die Bezeichnung des Brauches der Hansen bekannt wurde, ging das Wort hänseln in die Sprache des deutschen Seemannes ein. Das Hänseln hatte auch hier das Ziel, jemanden in die Gemeinschaft aufzunehmen, aber mehr noch war es – analog der ursprünglichen Bedeutung – eine Mutprobe, die der Neuling vor der gesamten Besatzung ablegen musste. Sie sollte bestätigen, dass der Prüfling den Gefahren eines ihm noch unbekannten Seegebietes trotzen könne und ihnen zeigen, dass die Neulinge diesen seelisch und körperlich gewachsen seien. Das Wesentliche waren, auch wenn allerlei harmlose und derbe Scherze das Ganze umrahmten, die mehr oder minder freiwilligen Sprünge aus oft mehr als 15 Metern Höhe – von der Nock der Großrah – in die See. Dies nannte man auch Tauchen, später Taufen. Und auch die See- und Meertaufe, die Linien- oder Äquatortaufe hat hier ihren geistigen Ursprung. Insofern ist das Hänseln tatsächlich mit dem Taufen verwandt, wenn auch in abgewandelter Form.
In der zweiten Hälfte des 19. Jahrhunderts konzentrierte sich das Taufen zunehmend auf das Passieren der Linie, das besondere Ereignis der erstmaligen Ankunft auf der südlichen Erdhalbkugel, und es entstand der Begriff Linientaufe – landläufig Äquatortaufe. Die Handlung nahm einen feierlich-komischen Charakter an: Der Meergott Neptun präsidierte, bunt aufgetakelt, und geschminkte Gefolgsleute – Aktuar, Astronom, Hofbarbier und Hofprediger – in seinen Kielwasser.